# Mundkurella heptapleuri
Mundkurella heptapleuri är en svampart som beskrevs av Thirum. 1944. Mundkurella heptapleuri ingår i släktet Mundkurella och familjen Urocystidaceae.   Inga underarter finns listade i Catalogue of Life.